# Terrence Jennings
Terrence Jennings, född den 28 juli 1986 i Alexandria, Virginia, är en amerikansk taekwondoutövare.
Han tog OS-brons i fjäderviktsklassen i samband med de olympiska taekwondo-turneringarna 2012 i London.